# Megacoelacanthus
Megacoelacanthus är ett utdött släkte av lobfeniga fiskar som levde under juraperioden.